# إيس ساندرز
إيس ساندرز (بالإنجليزية: Ace Sanders)‏ هو لاعب كرة قدم أمريكية أمريكي، ولد في 11 نوفمبر 1991 في برادنتون في الولايات المتحدة.

## وصلات خارجية
- إيس ساندرز على موقع مرجع كرة القدم المحترفة.كوم (الإنجليزية)